# NGC 6897
NGC 6897 este o galaxie situată în constelația Capricornul. A fost descoperită în 28 iunie 1863 de către Albert Marth. Se află la o distanță de 57,54 de megaparseci de Pământ.